# Farvardín
Farvardín (en grafía persa, فروردین) es el primer mes del calendario persa. Tiene 31 días que transcurren entre la fecha coincidente con el 21 de marzo y el 20 de abril. A causa de los días intercalares añadidos de manera regular al mes precedente de esfand en los años llamados kabisé (bisiestos), farvardín puede también comenzar en fecha coincidente con el 19, 20 o 22 de marzo, y entonces termina el 18, 19 o 21 de abril. En todo caso, el primer día de farvardín se ajusta para coincidir con el equinoccio de primavera y es el primero de los tres meses de esta estación, seguido de ordibehesht. El inicio de farvardín y del nuevo año persa se celebra con la fiesta de Noruz. El primer día de farvardín de 1392 coincide con el 21 de marzo de 2013.
Farvardín recibe también el nombre árabe de su signo astrológico asociado, Hamal (حمل, Aries), corriente en Afganistán. Otros nombres usados por pueblos iranios que emplean el calendario persa para referirse a este mes son jakelewe (خاکەلێوە) en kurdo y wrai (وری) en pastún.
Al estar vigente el calendario persa en Irán y Afganistán, varias efemérides se computan de acuerdo con dicho calendario y ocurren en farvardín: 
1. 1 de farvardín: Noruz.
2. 6 de farvardín: Celebración del cumpleaños de Zoroastro según la tradición zoroastriana iraní.
3. 12 de farvardín: Día de la República Islámica de Irán y Día nacional de Irán.
4. 13 de farvardín: Fiesta iraní de Sizdah be dar (سیزده‌به‌در), Día de la Naturaleza.
5. 29 de farvardín: Día del Ejército de Irán.